# Alfred William Hunt
Alfred William Hunt (Liverpool, 15 novembre 1830 – Londra, 3 maggio 1896) è stato un pittore e poeta inglese. Figlio di Andrew, pittore anch'esso

## Biografia
Nel 1848 andò al college Corpus Christi che si trova ad Oxford per studiare i classici. Vinse il Newdigate Prize del 1851 per il suo poema "Nineveh".
In ogni caso decise di perseguire l'arte anche incoraggiato da John Ruskin riuscì ad entrare nella Royal Academy nel 1854. In vita riuscì ad effettuare molte esposizioni dei suoi quadri, dipinse in Inghilterra, Francia e Svizzera.  Nel 1861 si sposò con Margaret Hunt scrittrice ed ebbe diversi figli fra cui Violet Hunt, anche lei come la madre scrittrice, poi diventata famosa.